# Malvern Hills (distretto)
Malvern Hills è un distretto del Worcestershire, Inghilterra, Regno Unito, con sede a Malvern.

## Geografia antropica

### Suddivisioni amministrative
Il distretto attuale fu creato con il 1º aprile 1998 alla divisione della contea di Hereford and Worcester creata nel 1974 in Worcestershire e Herefordshire da parti dei precedenti distretti di Malvern Hills e Leominster (questo oggi parte dell'Herefordshire). Il distretto originale era stato creato dalla fusione del distretto urbano di Malvern col distretto rurale di Martley, il distretto rurale di Upton upon Severn, il distretto rurale di Bromyard ed il distretto rurale di Ledbury.

## Parrocchie civili
- Abberley
- Alfrick
- Astley and Dunley
- Bayton
- Berrow
- Birtsmorton
- Bockleton
- Bransford
- Broadheath
- Broadwas
- Bushley
- Castlemorton
- Clifton upon Teme
- Cotheridge
- Croome D'Abitot
- Doddenham
- Earl's Croome
- Eastham
- Eldersfield
- Great Witley
- Grimley
- Guarlford
- Hallow
- Hanley
- Hanley Castle
- Hill Croome
- Hillhampton
- Holdfast
- Holt
- Kempsey
- Kenswick
- Knighton on Teme
- Knightwick
- Kyre
- Leigh
- Lindridge
- Little Malvern
- Little Witley
- Longdon
- Lower Sapey
- Lulsley
- Madresfield
- Malvern
- Malvern Wells
- Mamble
- Martley
- Newland
- Pendock
- Pensax
- Powick
- Queenhill
- Ripple
- Rochford
- Rushwick
- Severn Stoke
- Shelsley Beauchamp
- Shelsley Kings
- Shelsley Walsh
- Shrawley
- Stanford with Orleton
- Stockton on Teme
- Stoke Bliss
- Suckley
- Tenbury
- Upton-upon-Severn
- Welland
- West Malvern
- Wichenford